# Menilo
Menilo is een bestuurslaag in het regentschap Tuban van de provincie Oost-Java, Indonesië. Menilo telt 2293 inwoners (volkstelling 2010).